# Quận Choctaw, Alabama
Quận Choctaw là một quận thuộc tiểu bang Alabama, Hoa Kỳ. Quận được đặt tên theo bộ lạc Choctaw. Dân số năm 2000 là 15.922 người. Quận lỵ là Butler.